# 기타카쓰시카군

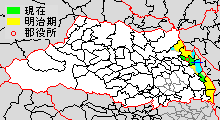
사이타마현 기타카쓰시카군의 위치

기타카쓰시카군(일본어: 北葛飾郡)은 일본 사이타마현 동부에 있는 군 가운데 하나이다.
인구 69,897명, 면적 46.23km², 인구밀도 1,512명/km².(2025년 3월 1일, 추계인구)
이하 2정으로 구성된다.
- 마쓰부시정(松伏町)
- 스기토정(杉戸町)

군의 이름은 무사시국 가쓰시카군을 사이타마현에 속한 지역과 도쿄부에 속한 지역으로 나눌떼, 북쪽에 있는 사이타마현 쪽을 기타카쓰시카군, 남쪽에 있는 도쿄부 쪽을 미나미카쓰시카군이라고 한 것에서 유래했다.

## 군역
발족 당시의 군역은 현재의 행정 구역 상 대체로 아래 지역에 해당한다.
- 구키시(옛 사쿠라다촌과 옛 구리하시정 부분)
- 삿테시 일부
- 가스카베시 일부
- 고시가야시 일부
- 요시카와시 전역
- 미사토시 전역
- 마쓰부시정 일부
- 스기토정 일부

나카카쓰시카군과의 통합 후의 군역은 위의 2정 외에 현재의 행정 구역 상 대체로 아래 지역에 해당한다.
- 구키시 일부
- 삿테시 전역
- 가스카베시 일부
- 요시카와시 전역
- 미사토시 전역

## 역사
- 1878년 - 군구정촌 편제법의 시행으로 가쓰시카군 중 무사시국의 사이타마현에 속하는 부분이 기타카쓰시카군으로서 설치되었다. 군 관공서는 스기토 숙소(현 스기토정)에 놓였다.

### 정촌제 시행 이후의 연혁
- 1889년(明治22年)4월 1일 - 정촌제 시행으로, 아래의 정촌이 발족. 하치와노사키촌은 같은 해 사쿠라다촌(桜田村)으로 개칭.(3정 21촌)

- 구리하시정(栗橋町): 현 구키시
- 시즈카촌(静村): 현 구키시
- 도요다촌(豊田村): 현 구키시
- 하치와노사키촌(八輪野崎村): 현 구키시, 삿테시
- 미유키촌(行幸村): 현 삿테시
- 삿테정(幸手町): 현 삿테시
- 가미타카노촌(上高野村): 현 삿테시
- 곤겐도가와촌(権現堂川村): 현 삿테시
- 요시다촌(吉田村): 현 삿테시
- 야시로촌(八代村): 현 삿테시
- 다미야촌(田宮村): 현 스기토정
- 스기토정(杉戸町): 현 스기토정
- 데이고촌(堤郷村): 현 스기토정
- 고마쓰촌(幸松村): 현 가스카베시
- 도요노촌(豊野村): 현 가스카베시
- 마쓰부시료촌(松伏領村): 현 마쓰부시정
- 아사히촌(旭村): 현 요시카와시
- 요시카와촌(吉川村): 현 요시카와시
- 미와노에촌(三輪野江村): 현 요시카와시
- 히코나리촌(彦成村): 현 미사토시
- 와세다촌(早稲田村): 현 미사토시
- 도가사키촌(戸ヶ崎村): 현 미사토시
- 야기사토촌(八木郷村): 현 미사토시
- 다카노촌(高野村): 현 스기토정

- 1896년

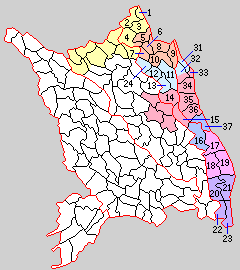
1.구리하시정 2.시즈카촌 3.도요다촌 4.하치와노사키촌 5.미유키촌 6.삿테정 7.가미타카노촌 8.곤겐도가와촌 9.요시다촌 10.야시로촌 11.다미야촌 12.스기토정 13.데이고촌 14.고마쓰촌 15.도요노촌 16.마쓰부시료촌 17.아사히촌 18.요시카와촌 19.미와노에촌 20.히코나리촌 21.와세다촌 22.도가사키촌 23.야기사토촌 24.다카노촌 31.도요오카촌 32.사쿠라이촌 33.호슈바나촌 34.도미타촌 35.미나미사쿠라이촌 36.가와베촌 37.가나스기촌 (보라:미사토시 분홍:요시카와시 빨강:가스카베시 등색:삿테시 노랑:구키시 파랑:마쓰부시정 하늘색:스기토정)

  - 4월 1일 - 기타카쓰시카군·나카카쓰시카군의 구역을 가지고, 새로이 기타카쓰시카군이 발족. 나카카쓰시카군의 7촌(도요오카촌(豊岡村), 사쿠라이촌(桜井村), 호슈바나촌(宝珠花村), 도미타촌(富多村), 미나미사쿠라이촌(南桜井村), 가와베촌(川辺村), 가나스기촌(金杉村))이 기타카쓰시카군 소속이 됨.(3정 28촌)
- 1915년 11월 1일 - 요시카와촌이 정제 시행으로 요시카와정(吉川町)이 됨.(4정 27촌)
- 1917년 - 사쿠라이촌의 일부가 요시다촌에 편입.
- 1943년 7월 1일 - 도가사키촌·야기사토촌이 합병하여, 도와촌(東和村)이 발족.(4정 26촌)
- 1944년 4월 1일 - 구리하시정·도요다촌·시즈카촌이 합병하여, 새로이 구리하시정이 발족.(4정 24촌)
- 1949년 10월 1일 - 구리하시정에서 도요다촌·시즈카촌이 분리.(4정 26촌)
- 1954년
  - 7월 1일(4정 21촌)
    - 고마쓰촌·도요노촌이 미나미사이타마군 가스카베정·도요하루촌·다케사토촌과 합병하여 가스카베시(春日部市)가 발족, 군에서 이탈.
    - 호슈바나촌·도미타촌·미나미사쿠라이촌·가와베촌이 합병하여, 쇼와촌(庄和村)이 발족.

  - 11월 3일 - 삿테정·미유키촌·가미타카노촌·곤겐도가와촌·요시다촌이 합병하여, 새로이 삿테정이 발족.(4정 17촌)
- 1955년
  - 1월 1일(5정 16촌)
    - 사쿠라다촌의 일부가 미나미사이타마군 와시노미야정(鷲宮町)과 통합해 기타카쓰시카군 와시미야정(鷲宮町)이 발족.
    - 사쿠라다촌의 잔여부가 삿테정에 편입.

  - 2월 11일 - 스기토정·다미야촌·데이고촌·가미타카노촌이 합병하여, 새로이 스기토정이 발족.(5정 13촌)
  - 3월 1일 - 요시카와정·아사히촌·미와노에촌이 합병하여, 새로이 요시카와정이 발족.(5정 11촌)
  - 4월 1일(5정 9촌)
    - 사쿠라이촌 및 도요오카촌의 일부가 합병하여, 이즈미촌(泉村)이 발족.
    - 야시로촌 및 도요오카촌의 잔여부가 삿테정에 편입.

  - 4월 20일 - 마쓰부시료촌·가나스기촌이 합병하여, 새로이 마쓰부시료촌이 발족.(5정 8촌)
- 1956년
  - 4월 15일 - 마쓰부시료촌이 마쓰부시촌(松伏村)으로 개칭.(5정 8촌)
  - 9월 30일 - 히코나리촌·와세다촌·도와촌이 합병하여, 미사토촌(三郷村)이 발족.(5정 6촌)
- 1957년
  - 4월 1일 - 구리하시정·도요다촌·시즈카촌이 합병하여, 새로이 구리하시정이 발족.(5정 4촌)
  - 7월 17일 - 이즈미촌이 스기토정에 편입.(5정 3촌)
- 1964년
  - 4월 1일 - 쇼와촌이 정제 시행으로 쇼와정(庄和町)이 됨.(6정 2촌)
  - 10월 1일 - 미사토촌이 정제 시행으로 미사토정(三郷町)이 됨.(7정 1촌)
- 1969년 4월 1일 - 마쓰부시촌이 정제 시행으로 마쓰부시정(松伏町)이 됨.(8정)
- 1972년 5월 3일 - 미사토정이 시제 시행으로 미사토시(三郷市)가 되어, 군에서 이탈.(7정)
- 1986년 10월 1일 - 삿테정이 시제 시행으로 삿테시(幸手市)가 되어, 군에서 이탈.(6정)
- 1996년 4월 1일 - 요시카와정이 시제 시행으로 요시카와시(吉川市)가 되어, 군에서 이탈.(5정)
- 2005년 10월 1일 - 쇼와정이 가스카베시와 합병하여, 새로이 가스카베시가 발족, 군에서 이탈.(4정)
- 2010년 3월 23일 - 구리하시정·와시미야정이 구키시·미나미사이타마군 쇼부정과 합병하여, 새로이 구키시(久喜市)가 발족, 군에서 이탈.(2정)

## 같이 보기
- 가쓰시카군
- 히가시카쓰시카군
- 니시카쓰시카군
- 미나미카쓰시카군
- 나카카쓰시카군